# Claude Lorrain

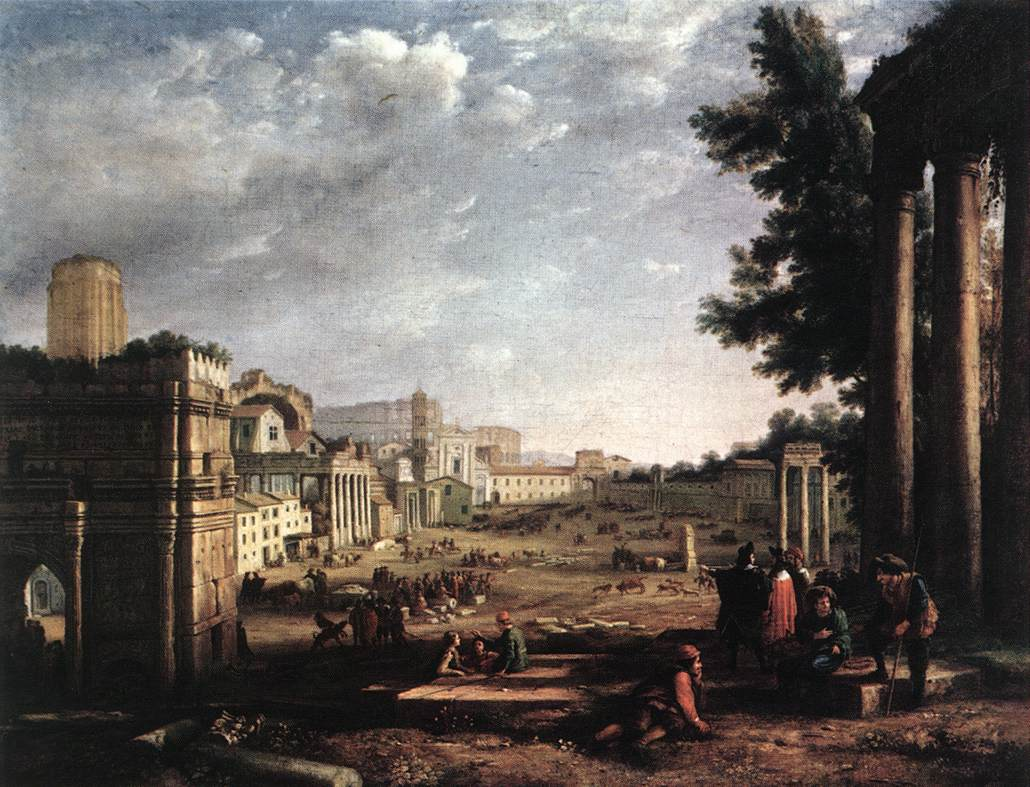
Claude Lorrains "Campo Vaccino i Rom" (cirka 1636). Louvren, Paris.

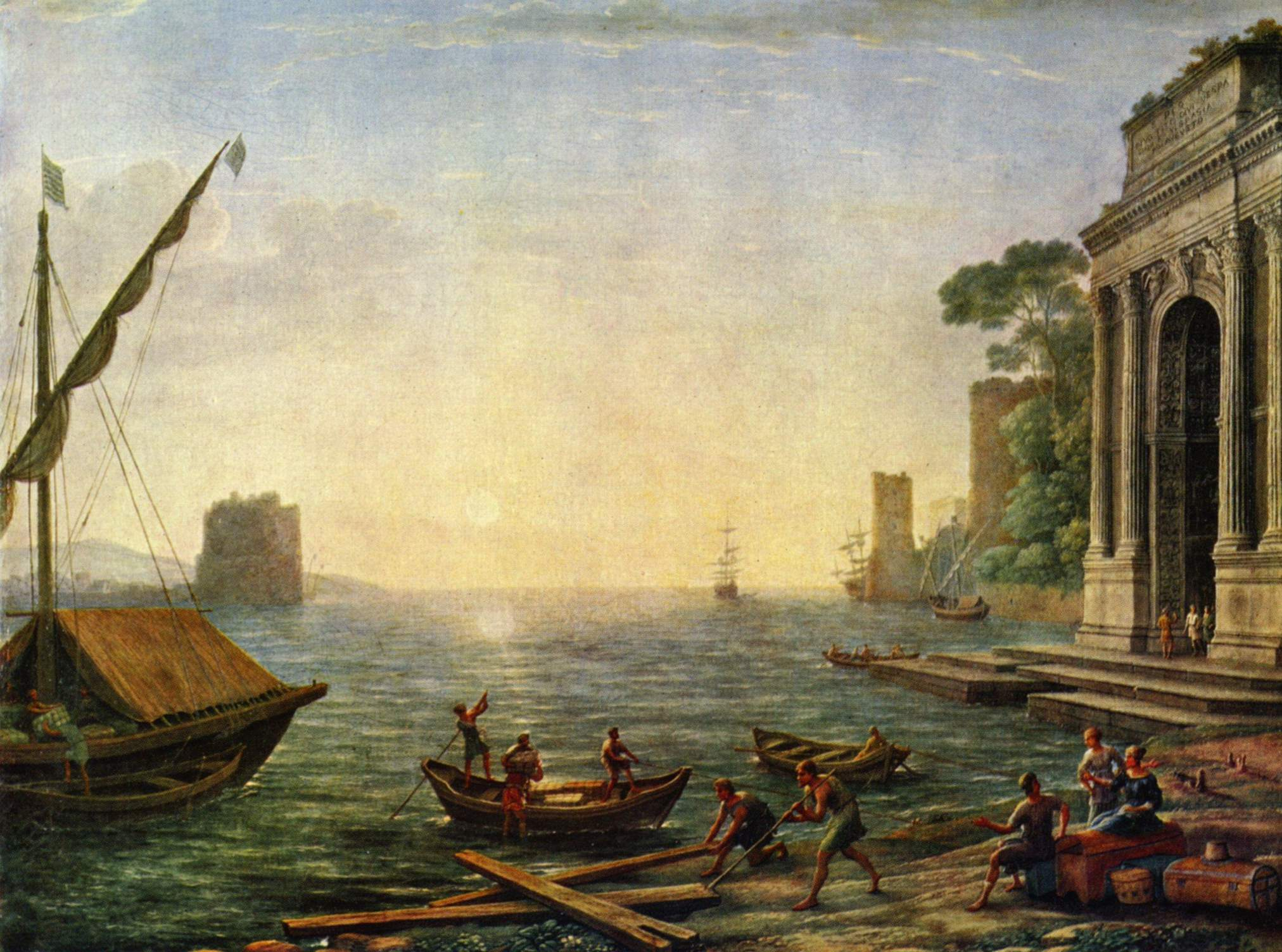
Claude Lorrains "Hamn vid soluppgång", odaterad, på Alte Pinakothek i München.

Claude Lorrain (egentligen Claude Gellée), född omkring 1604–1605 (länge har man felaktigt trott 1600) i Chamagne i Lorraine, död 23 november 1682 i Rom, var en fransk målare, i huvudsak verksam i Rom. 
Claude föddes i Lorraine, därav sitt tillnamn som således inte är ett efternamn. Han blev tidigt föräldralös och flyttade omkring 1617 till Rom, där han enligt sin första levnadstecknare Joachim von Sandrart skulle vara bagare, ett yrke han under sin tid i Chamagne var utbildad till. Han flyttade dock tidigt till Neapel, där han under två år fick utbildning under vedutamålaren Gottfried Wals. Därefter återvände han till Rom för vidareutbildning under Agostino Tassi, som specialiserar sig på målning av landskap, kustscener och arkitektoniskt illusionsmåleri. Han återvände kort till Lorrain 1625 och var i Nancy assistent till hovmålaren Claude Deruet, dennes figurmåleri gjorde ett beständigt intryck på Claude. Det är även möjligt att han träffade Jacques Callot och kopierade flera av hans etsningar. Vid 1627 var Claude tillbaka i Rom där han stannade för resten av sitt liv.
Från och med 1630-talet fick han kunder ur samhällets högsta skikt i flera länder. Från 1634 var Claude medlem av den romerska akademin Accademia di San Luca och framstod snart som den ledande landskapsmålaren. Eftersom hans verk plagierades dokumenterade Claude själv allt han sålde från 1635 i teckningsvolymen Liber Veritatis ("Sanningens bok") som till slut omfattade omkring 300 numrerade skisser. Den förvaras idag i British Museum i London.
Han influerades till att börja med av Annibale Carraccis ideallandskap och av de nederländska mästare som slagit sig ned i Rom. Därefter närmade han sig Nicolas Poussins måleri, men i motsats till dennes heroiska stil utvecklade Claude ett lyriskt, romantiskt framställningssätt. Dessa båda franska konstnärers verk utgör höjdpunkten i den romerska högbarocken.
Claudes landskap skildrar en klassisk guldålders pastorala värld, ett återkommande tema i europeisk litteratur och konst, men Claude hämtade sin direkta inspiration i landskapet kring själva Rom, Campagnan, som tidigare inte hade fängslat några målare förutom dem som sökte efter gamla ruiner. Han tillbringade flera dagar i sträck med sina skissböcker i dessa milsvida, ödsliga, mjukt kuperade betesmarker, där han iakttog och lade på minnet deras föga dramatiska, nästan monotona drag under varierande, naturliga ljuseffekter.
Antikens myter fick ny verklighetsprägel i Claudes målningar, som är på en gång idealiserade och noggrant iakttagna. De mytologiska eller bibliska personerna som vanligen namngav hans verk tecknades ofta som små mörka figurer i förgrunden. Istället är det solbelysta slättlandskapet i målningens bakgrund som dominerar hans kompositioner, till exempel i Landskap med flykten till Egypten (1635, Nationalmuseum). Claudes förnämsta nydanande insats låg i behandlingen av ljus, som utgår från horisonten och strömmar mot betraktaren. Han undvek vanligen det starka solskenet mitt på dagen med dess dramatiska kontraster mellan ljus och skugga och föredrog morgonens och den tidiga kvällens mera jämnt spridda glöd. Ingenting knyter Claude närmare till samtidens målare än just detta stora intresse för ljus, som han delade med konstnärer vilka i övrigt var så olikartade som Caravaggio, Giovanni Lorenzo Bernini, Rembrandt, Johannes Vermeer och Diego Velázquez. Förutom landskap målade Claude också ett stort antal hamnmiljöer, till exempel Hamnscen med Sankta Ursulas avfärd (1641, National Gallery)
Claude gifte sig aldrig, men fick omkring 1653 en dotter. Claude är rikt företrädd på National Gallery i London, Louvren i Paris och Pradomuseet i Madrid. Han är även representerad vid bland annat Göteborgs konstmuseum, Nationalmuseum, Nivaagaards Malerisamling och Statens Museum for Kunst.